# Ligapokal
Als Ligapokal bezeichnet man im Mannschaftssport meistens einen nationalen Pokalwettbewerb, dessen Teilnehmer oft einem professionellen Ligaverband angehören oder viele professionelle Spieler in ihrer Mannschaft haben. Dies unterscheidet den Pokalwettbewerb vom Landespokal, an dem auch Amateurmannschaften teilnehmen. In einigen Verbänden wird der Ligapokalsieg mit der Teilnahme an einem internationalen Wettbewerb belohnt, so z. B. in England beim EFL Cup.
Es gibt aber auch Wettbewerbe mit dem Namen Ligapokal, die nicht in dieses Schema passen. So z. B. im Rugby Union der DRV-Ligapokal, an dem nur Mannschaften teilnehmen, die nicht für den Landespokal qualifiziert sind.
Im deutschen Fußball trat der 1997 eingeführte DFL-Ligapokal als Saisonstart an die Stelle des DFB-Supercups und wurde in einem wenige Tage dauernden Turnier vor Start der Bundesliga-Saison ausgespielt. Nach der Austragung 2007 wurde der Wettbewerb wieder eingestellt.

## Ligapokal-Wettbewerbe imBasketball
- Argentinien: Super 8 Adidas
- Frankreich: Semaine des As
- Israel: Israelischer Basketball-Ligapokal
- USA /  Kanada: NBA Cup
- USA: WNBA Commissioner's Cup

## Ligapokal-Wettbewerbe imFußball

### Europa (UEFA)
- Belgien: Belgischer Ligapokal (1999–2001)
- Dänemark: Dänischer Ligapokal (1984–1996)
- Deutschland: DFL-Ligapokal (1997–2007)
- England: EFL Cup / Frauen: FA WSL Continental Tyres Cup
- Finnland: Finnischer Ligapokal (1994–2016)
- Frankreich: Coupe de la Ligue (1991–2020)
- Irland: League of Ireland Cup
- Island: Deildabikar
- Israel: Israelischer Ligapokal
- Nordirland: Irish League Cup
- Portugal: Taça da Liga / Frauen: Taça da Liga Feminina
- Polen: Puchar Ekstraklasy (1952–2009)
- Rumänien: Cupa Ligii
- Russland: Russischer Ligapokal (2003)
- Schottland: Scottish League Cup / Frauen: Scottish Premier League Cup
- Schweiz: Schweizer Ligapokal (1972–1982)
- Sowjetunion: Sowjetischer Ligapokal (1986–1990)
- Spanien: Copa de la Liga (1983–1986)
- Ungarn: Ligakupa (2008–2015)
- Wales: Welsh League Cup

### Afrika (CAF)
- Algerien: Coupe de la Ligue d’Algérie de football (1992–2000)
- Südafrika: Telkom Knockout Cup und mit etwas weniger Teilnehmern SAA Super Eight Cup
- Tunesien: Tunisian Coupe de la Ligue Professionnelle (2000–2007)

### Nord-, Mittelamerika & Karibik (CONCACAF)
- Trinidad und Tobago: Trinidad and Tobago League Cup
- USA: Frauen – NWSL Challenge Cup (2020–2023; wurde 2024 zum Supercup)

### Asien (AFC)
- Hongkong: Hong Kong League Cup
- Japan: J.League Cup / WE League Cup (Frauen)
- Kuwait: Kuwait Federation Cup
- Südkorea: Samsung Hauzen Cup
- Singapur: Singapore League Cup
- VA Emirate: UAE Arabian Gulf Cup

## Ligapokal-Wettbewerbe imHandball
- Frankreich: Coupe de la Ligue
- DDR: Turniermeisterschaft (Männer), DHV-Pokal (Frauen)

## Ligapokal-Wettbewerbe imRugby Union
- Deutschland: DRV Ligapokal
- Japan: Microsoft Cup

## Ligapokal-Wettbewerbe imUnihockey
- Schweiz: Ligacup